# Melilotus polonicus
Melilotus polonicus är en ärtväxtart som först beskrevs av Carl von Linné, och fick sitt nu gällande namn av Pall.. Melilotus polonicus ingår i släktet sötväpplingar, och familjen ärtväxter. Inga underarter finns listade i Catalogue of Life.